# Simpsonovi (6. řada)
Šestá řada amerického animovaného seriálu Simpsonovi je pokračování páté řady tohoto seriálu. Byla vysílána na americké televizní stanici Fox od 4. září 1994 do 21. května 1995. V Česku měl první díl z této řady premiéru 23. června 1995 na ČT1 (při prvním českém vysílání měla řada jinou sestavu dílů). Řada má celkem 25 dílů.

## Seznam dílů
| Č. v seriálu | Č. v řadě | Původní název                  | Český název | Režie                | Scénář                                                                     | Premiéra v USA     | Premiéra v ČR     | Produkční kód |
| ------------ | --------- | ------------------------------ | --- | -------------------- | -------------------------------------------------------------------------- | ------------------ | ----------------- | ------------- |
| 104          | 1         | Bart of Darkness               | Bart temnoty | Jim Reardon          | Dan McGrath                                                                | 4. září 1994       | 23. června 1995   | 1F22          |
| 105          | 2         | Lisa's Rival                   | Lízina rivalka | Mark Kirkland        | Mike Scully                                                                | 11. září 1994      | 10. prosince 1995 | 1F17          |
| 106          | 3         | Another Simpsons Clip Show     | Tentokrát o lásce | David Silverman      | Penny Wise                                                                 | 25. září 1994      | 11. února 1997    | 2F33          |
| 107          | 4         | Itchy & Scratchy Land          | Návštěva Drsnolandu | Wes Archer           | John Swartzwelder                                                          | 2. října 1994      | 15. prosince 1996 | 2F01          |
| 108          | 5         | Sideshow Bob Roberts           | Návrat Leváka Boba | Mark Kirkland        | Bill Oakley a Josh Weinstein                                               | 9. října 1994      | 28. ledna 1997    | 2F02          |
| 109          | 6         | Treehouse of Horror V          | Dům plný hrůzy (ČT, Disney+) Pátý speciální čarodějnický díl (Prima)                                                           | Jim Reardon          | Greg Daniels, Dan McGrath, David S. Cohen a Bob Kushell                    | 30. října 1994     | 27. května 1997   | 2F03          |
| 110          | 7         | Bart's Girlfriend              | Bartovo děvče | Susie Dietterová     | Jonathan Collier                                                           | 6. listopadu 1994  | 29. prosince 1996 | 2F04          |
| 111          | 8         | Lisa on Ice                    | Líza – posila mužstva | Bob Anderson         | Mike Scully                                                                | 13. listopadu 1994 | 22. prosince 1996 | 2F05          |
| 112          | 9         | Homer Badman                   | Zvrhlík Homer | Jeff Lynch           | Greg Daniels                                                               | 27. listopadu 1994 | 14. ledna 1997    | 2F06          |
| 113          | 10        | Grampa vs. Sexual Inadequacy   | Dědeček versus sexuální ochablost                                                                                              | Wes Archer           | Bill Oakley a Josh Weinstein                                               | 4. prosince 1994   | 21. ledna 1997    | 2F07          |
| 114          | 11        | Fear of Flying                 | Strach z létání | Mark Kirkland        | David Sacks                                                                | 18. prosince 1994  | 4. února 1997     | 2F08          |
| 115          | 12        | Homer the Great                | Homer Veliký | Jim Reardon          | John Swartzwelder                                                          | 8. ledna 1995      | 7. ledna 1997     | 2F09          |
| 116          | 13        | And Maggie Makes Three         | A s Maggií jsou tři (ČT) A s Maggie jsou tři (Prima, Disney+)                                                                  | Swinton O. Scott III | Jennifer Crittendenová                                                     | 22. ledna 1995     | 18. února 1997    | 2F10          |
| 117          | 14        | Bart's Comet                   | Bartova kometa | Bob Anderson         | John Swartzwelder                                                          | 5. února 1995      | 25. února 1997    | 2F11          |
| 118          | 15        | Homie the Clown                | Homer klaunem | David Silverman      | John Swartzwelder                                                          | 12. února 1995     | 4. března 1997    | 2F12          |
| 119          | 16        | Bart vs. Australia             | Bart versus Austrálie | Wes Archer           | Bill Oakley a Josh Weinstein                                               | 19. února 1995     | 23. září 1997     | 2F13          |
| 120          | 17        | Homer vs. Patty and Selma      | Homer versus Patty a Selma | Mark Kirkland        | Brent Forrester                                                            | 26. února 1995     | 18. března 1997   | 2F14          |
| 121          | 18        | A Star Is Burns                | Zrodila se hvězda | Susie Dietterová     | Ken Keeler                                                                 | 5. března 1995     | 2. září 1997      | 2F31          |
| 122          | 19        | Lisa's Wedding                 | Lízina svatba | Jim Reardon          | Greg Daniels                                                               | 19. března 1995    | 11. března 1997   | 2F15          |
| 123          | 20        | Two Dozen and One Greyhounds   | Dva tucty a jeden chrt (ČT, Prima) Dva tusty a jeden chrt (Disney+)                                                            | Bob Anderson         | Mike Scully                                                                | 9. dubna 1995      | 8. dubna 1997     | 2F18          |
| 124          | 21        | The PTA Disbands               | Konec SRPŠ | Swinton O. Scott III | Jennifer Crittendenová                                                     | 16. dubna 1995     | 30. září 1997     | 2F19          |
| 125          | 22        | 'Round Springfield             | Kolem Springfieldu | Steven Dean Moore    | námět: Mike Reiss a Al Jean scénář: Joshua Sternin a Jennifer Ventimiliová | 30. dubna 1995     | 20. ledna 1998    | 2F32          |
| 126          | 23        | The Springfield Connection     | Springfieldská spojka | Mark Kirkland        | Jonathan Collier                                                           | 7. května 1995     | 1. dubna 1997     | 2F21          |
| 127          | 24        | Lemon of Troy                  | Trojský citron | Jim Reardon          | Brent Forrester                                                            | 14. května 1995    | 20. května 1997   | 2F22          |
| 128          | 25        | Who Shot Mr. Burns? (Part One) | Kdo postřelil pana Burnse? – část 1. (ČT) Kdo postřelil pana Burnse? 1/2 (Prima) Kdo postřelil pana Burnse – 1. část (Disney+) | Jeffrey Lynch        | Bill Oakley a Josh Weinstein                                               | 21. května 1995    | 15. dubna 1997    | 2F16          |